# Interpol
|  | Aquest article tracta sobre l'organització intergovernamental de coordinació policial. Si cerqueu el grup de música, vegeu «Interpol (grup de música)». |

L'Organització Internacional de Policia Criminal o INTERPOL és el nom d'una organització intergovernamental que coordina la policia de 190 països, fundada l'any 1923. S'ocupa de delictes internacionals, especialment el crim organitzat, el terrorisme, el tràfic i blanqueig de capitals. La seu central està situada a Lió. La seva feina es basa en l'intercanvi d'informació entre cossos policials nacionals i en facilitar els contactes entre ells. Té set seus regionals repartides per tots els continents.
El secretari des de l'any 2000 és l'estatunidenc Ronald K. Noble, que va substituir al britànic Raymond Kendall després de quatre mandats francesos. El 2006 va difondre una llista de persones considerades una amenaça mundial, la majoria properes als talibans.

## Països membres

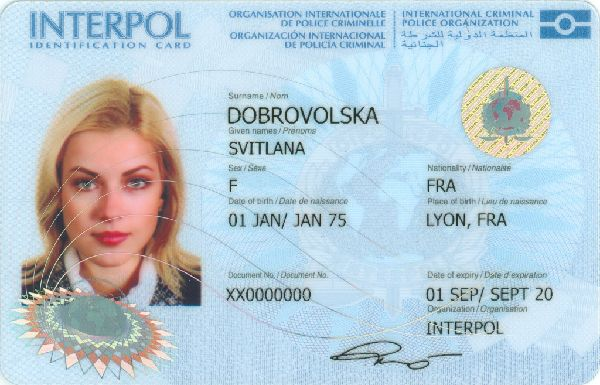
Identificació oficial per a agents

| - Argentina - Albània - Alemanya - Andorra - Angola - Antigua i Barbuda - Antigua i Barbuda - Aràbia Saudita - Afganistan - Armènia - Austràlia - Àustria - Azerbaidjan - Bahames - Bahrain - Bangladesh - Barbados - Belarús - Bèlgica - Belize - Benín - Bolívia - Bòsnia i Hercegovina - Botswana - Brasil - Brunei - Bulgària - Burkina Faso - Burundi - Bhutan - Cap Verd - Cambodja - Camerun - Canadà - Colòmbia - Comores | - Rep. del Congo - R.D. del Congo - Corea del Sud - Costa Rica - Costa d'Ivori - Croàcia - Cuba - Txad - Xile - R.P. de la Xina - Xipre - Dinamarca - Dominica - Equador - Egipte - El Salvador - Emirats Àrabs Units - Eritrea - Eslovàquia - Eslovènia - Espanya - Estats Units - Estònia - Etiòpia - Macedònia del Nord - Filipines - Finlàndia - Fiji - França - Gabon - Gàmbia - Geòrgia - Ghana - Grenada - Grècia - Guatemala - Guinea | - Guinea Bissau - Guinea Equatorial - Guyana - Haití - Hondures - Hongria - Índia - Indonèsia - Iraq - Iran - Islàndia - Irlanda - Israel - Itàlia - Jamaica - Japó - Jordània - Kazakhstan - Kenya - Kirguizstan - Kuwait - Laos - Lesotho - Letònia - Líban - Libèria - Líbia - Liechtenstein - Lituània - Luxemburg - Marroc - Madagascar - Malàisia - Malawi - Maldives - Mali - Malta - Illes Marshall - Maurici - Mauritània - Mèxic | - Moldàvia - Mònaco - Montenegro - Mongòlia - Moçambic - Myanmar - Namíbia - Nauru - Nepal - Nicaragua - Níger - Nigèria - Noruega - Nova Zelanda - Oman - Països Baixos - Pakistan - Panamà - Papua Nova Guinea - Paraguai - Perú - Polònia - Portugal - Qatar - Regne Unit - República Centreafricana - Txèquia - República Dominicana - Ruanda - Samoa - Saint Kitts i Nevis - San Marino - Saint Vincent i les Grenadines - São Tomé i Príncipe | - Senegal - Sèrbia - Seychelles - Sierra Leone - Singapur - Síria - Somàlia - Sri Lanka - Eswatini - Sudan - Suècia - Suïssa - Sud-àfrica - Surinam - Tailàndia - Tanzània - Tadjikistan - Timor Oriental - Togo - Tonga - Trinitat i Tobago - Tunísia - Turkmenistan - Turquia - Ucraïna - Uganda - Uruguai - Uzbekistan - Ciutat del Vaticà - Veneçuela - Vietnam - Iemen - Djibouti - Zàmbia - Zimbàbue |